# Équitation aux Jeux olympiques d'été de 1948
Navigation
Berlin 1936 Helsinki 1952
Les épreuves d’équitation aux Jeux olympiques d'été de 1948 à Londres incluent le concours complet, le saut d'obstacles et le dressage disputés à titre individuel et par équipe. L'ensemble des épreuves se sont déroulées du 9 au 14 août 1948. Lors de cette édition, 17 nations ont participé aux épreuves équestres des jeux et ont été représentées par 108 athlètes. La France et le Mexique totalisent le plus grand nombre de médailles, soit quatre, dont deux en or.
Ces Jeux sont encore très marqués par les conséquences de la Seconde Guerre mondiale, ce qui se traduit au niveau des chevaux par une baisse importante de la qualité des animaux concurrents. Ces jeux s'accompagnent également d'une polémique sur l'épreuve de dressage, alors autorisée uniquement aux cavaliers militaires. Cette polémique, accompagnée de l'évolution de la cavalerie militaire après-guerre, a un fort impact sur la réglementation des Jeux qui vont suivre. À partir des Jeux de 1952, les sous-officiers sont autorisés à participer aux épreuves équestres, mais également les civils et les femmes, dans certaines disciplines. Les Jeux de 1948 sont donc les derniers Jeux équestres militaires.

## Contexte
Les Jeux de 1948 sont encore très marqués par les conséquences de la Seconde Guerre mondiale. Au niveau des chevaux, cela se traduit par une baisse importante de la qualité des animaux concurrents, un très grand nombre de chevaux de selle ayant disparu dans le conflit mondial. La France et l'Allemagne sont particulièrement touchées. L'exemple des chevaux trakehners est ainsi particulièrement représentatif. Alors que la race a vu trois de ses représentants obtenir une médaille d'or aux Jeux de 1936, la plupart des chevaux trakehners a été déportée en Russie et seuls un millier de spécimens, soit moins de 5 % du nombre total, ont réussi à trouver refuge à l'Ouest. Dans la discipline du dressage, on voit ainsi apparaître sur les rectangles des chevaux lourds et puissants, au modèle très différent de leurs prédécesseurs, mais dont le style s'impose rapidement, générant par là-même un nouveau mode de jugement.

## Organisation

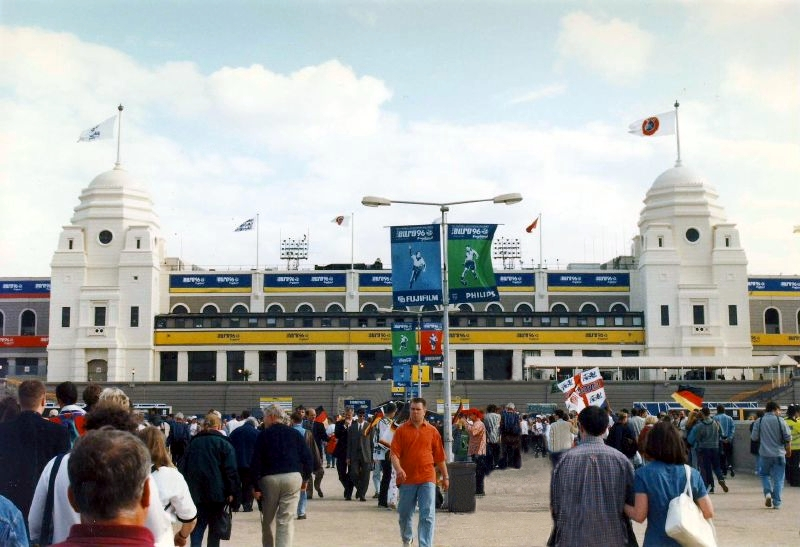
Le stade de Wembley, ici en 1996, quelques années avant sa destruction.

### Sites
Les compétitions équestres se déroulent les six derniers jours du programme olympique. La majeure partie se tient sur la base militaire d'Aldershot à environ 60 km de Londres. Le cross se déroule à proximité, sur l'Hippodrome de Tweseldown, à Fleet. Seul le saut d'obstacles est organisé juste avant la cérémonie de clôture à l'Empire Stadium de Wembley.

### Participants
Le brésilien Aëcio Coelho (23 ans) est le plus jeune cavalier de ces jeux tandis qu'Alessandro Bettoni Cazzago (55 ans) est le plus vieux. Le Brésil et l'Irlande participent pour la première fois aux épreuves équestres. Ils sont au total 108 cavaliers issus de 17 pays:
- Argentine
- Autriche
- Brésil
- Danemark
- Finlande
- France
- Irlande
- Italie
- Mexique
- Pays-Bas
- Portugal
- Grande-Bretagne
- Espagne
- États-Unis
- Suède
- Suisse
- Turquie

### Épreuves
Six titres issus de trois disciplines sont disputés à l'occasion de ces Jeux olympiques d'été de 1936.
| Discipline       | Individuel | Par équipe | Total |
| ---------------- | ---------- | ---------- | ----- |
| Dressage         | 1          | 1          | 2     |
| Saut d'obstacles | 1          | 1          | 2     |
| Concours complet | 1          | 1          | 2     |
| Total            | 3          | 3          | 6     |

## Résultats

### Dressage
La compétition par équipes est l'une des épreuves des jeux ayant été le plus polémique. À l'origine, c'est la Suède qui est arrivée première avec 1 366 points. Seulement, Gehnäll Persson, un des membres de cette équipe, n'a été promu sous-lieutenant que pour la durée des jeux ce qui est contraire au règlement qui n'admet que des officiers militaires,.
C'est le secrétaire général français Georges Hector de la fédération équestre internationale (FEI) qui l'a découvert peu de temps après les Jeux olympiques et l'a signalé au CIO en avril 1949. Ce dernier laisse la FEI gérer le problème. Elle décide de disqualifier le sergent Persson et donc d'annuler les résultats de son équipe. Le podium est chamboulé, la France prend la première place, suivie des États-Unis et du Portugal, qui monte sur la troisième marche.
| Médaille                            | Nom                           | Pays   | Cheval   | Points |
| ----------------------------------- | ----------------------------- | ------ | -------- | ------ |
| Médaille d'or, Jeux olympiques      | Hans Moser                    | Suisse | Hummer   | 492,5  |
| Médaille d'argent, Jeux olympiques  | André Jousseaume              | France | Harpagon | 480    |
| Médaille de bronze, Jeux olympiques | Gustaf Adolf Boltenstern, Jr. | Suède  | Trumf    | 477,5  |

| Médaille                            | Pays       | Noms                                                    | Points cumulés |
| ----------------------------------- | ---------- | ------------------------------------------------------- | -------------- |
| Médaille d'or, Jeux olympiques      | France     | André Jousseaume Jean Saint-Fort Paillard Maurice Buret | 1 269          |
| Médaille d'argent, Jeux olympiques  | États-Unis | Robert Borg Earl Foster Thomson Frank Henry             | 1 256          |
| Médaille de bronze, Jeux olympiques | Portugal   | Fernando Paes Francisco Valadas Luís Mena e Silva       | 1 182          |

### Concours complet

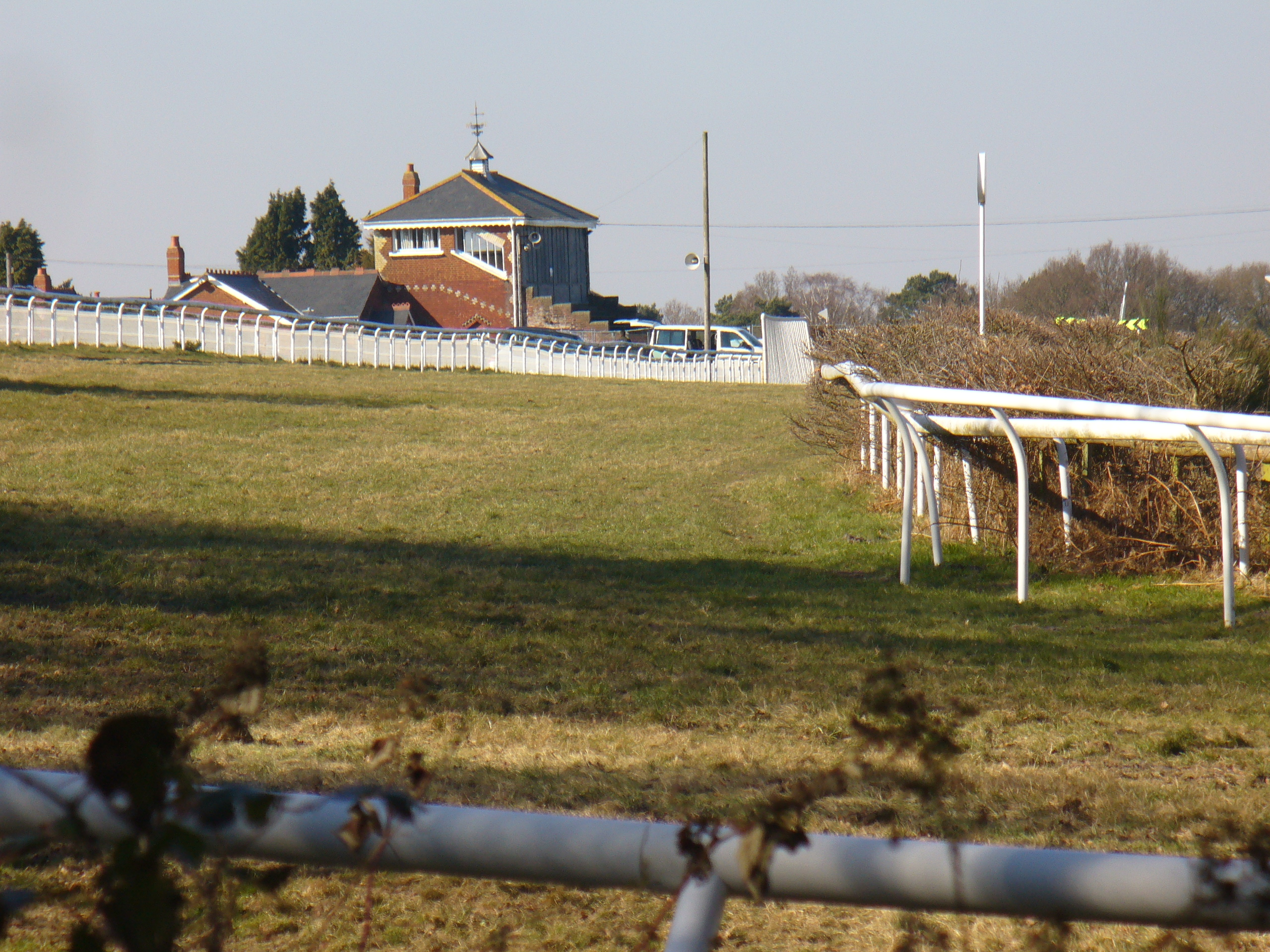
Hippodrome de Tweseldown (Fleet, Hampshire), site du cross aux jeux de 1948 et 2012.

Ce concours complet olympique qui comprend trois épreuves réparties sur trois jours débute par le dressage. Il est suivi par une course divisée en plusieurs parties pour un total de 33,5 km : un routier de 6 km puis 3,5 km de steeple, encore 15 km sur route, puis de 8 km de cross-country et enfin un sprint de 1 km sur du plat. Le dernier jour, un parcours de 12 obstacles permet de clore la compétition.
| Médaille                            | Nom                | Pays       | Cheval    | Points |
| ----------------------------------- | ------------------ | ---------- | --------- | ------ |
| Médaille d'or, Jeux olympiques      | Bernard Chevallier | France     | Aiglonne  | 4      |
| Médaille d'argent, Jeux olympiques  | Frank Henry        | États-Unis | Swing Low | 21     |
| Médaille de bronze, Jeux olympiques | Robert Selfelt     | Suède      | Claque    | 25     |

| Médaille                            | Pays       | Noms                                             | Points cumulés |
| ----------------------------------- | ---------- | ------------------------------------------------ | -------------- |
| Médaille d'or, Jeux olympiques      | États-Unis | Frank Henry Charles Anderson Earl Foster Thomson | 161,5          |
| Médaille d'argent, Jeux olympiques  | Suède      | Robert Selfelt Olof Stahre Sigurd Svensson       | 165            |
| Médaille de bronze, Jeux olympiques | Mexique    | Humberto Mariles Raúl Campero Joaquín Solano     | 305,25         |

### Saut d'obstacles
Le parcours de 870 mètres est composé de 16 obstacles d'une hauteur moyenne de 1,60 m.
Le mexicain Humberto Mariles déjà médaillé de bronze en individuel sur le concours complet a été décisif pour son équipe. Lors de son passage, les deux autres cavaliers mexicains ont déjà fait deux bons parcours avec un total de 28 points, le podium est alors largement à leur porté. Finalement, il réalise le meilleur tour de la compétition avec 6,25 points de pénalité, ce qui lui offre la médaille d'or par équipe et en individuel,.
| Médaille                            | Nom              | Pays    | Cheval         | Points                |
| ----------------------------------- | ---------------- | ------- | -------------- | --------------------- |
| Médaille d'or, Jeux olympiques      | Humberto Mariles | Mexique | Arete          | 6,25                  |
| Médaille d'argent, Jeux olympiques  | Rubén Uriza      | Mexique | Hatuey         | 8 (0 lors du barrage) |
| Médaille de bronze, Jeux olympiques | Jean d'Orgeix    | France  | Sucre de Pomme | 8 (4 lors du barrage) |

| Médaille                            | Pays        | Noms                                                 | Points cumulés |
| ----------------------------------- | ----------- | ---------------------------------------------------- | -------------- |
| Médaille d'or, Jeux olympiques      | Mexique     | Humberto Mariles Cortés Rubén Uriza Alberto Valdés   | 34,25          |
| Médaille d'argent, Jeux olympiques  | Espagne     | Jaime García José Navarro Morenes Marcellino Gavilán | 56,5           |
| Médaille de bronze, Jeux olympiques | Royaume-Uni | Harry Llewellyn Henry Nicoll Arthur Carr             | 67             |

## Compteur de médailles
Lors de cette édition, la France et le Mexique totalisent le plus grand nombre de médailles, soit quatre, dont deux en or.
|   | Nation          | Or | Argent | Bronze | Total |
| - | --------------- | -- | ------ | ------ | ----- |
| 1 | France          | 2  | 1      | 1      | 4     |
| 1 | Mexique         | 2  | 1      | 1      | 4     |
| 3 | États-Unis      | 1  | 2      | 0      | 3     |
| 4 | Suisse          | 1  | 0      | 0      | 1     |
| 5 | Suède           | 0  | 1      | 2      | 3     |
| 6 | Espagne         | 0  | 1      | 0      | 1     |
| 7 | Grande-Bretagne | 0  | 0      | 1      | 1     |
| 7 | Portugal        | 0  | 0      | 1      | 1     |

## Impact
Les Jeux de 1948 marquent un tournant dans l’évolution des sports équestres. Ce sont les derniers Jeux équestres militaires. La disparition de nombreux militaires dans le conflit mondial et le départ à la retraite de ceux y ayant survécu représentent une rupture. La polémique liée à la disqualification du sergent Persson a également joué un rôle dans l'évolution de la réglementation sur les conditions d'engagement. À partir des Jeux de 1952, les sous-officiers peuvent participer aux épreuves équestres, mais aussi les civils. Les femmes sont même autorisées à concourir dans certaines disciplines,.